# جيدن سميث
جيدن كريستوفر سير سميث (بالإنجليزية: Jaden Christopher Syre Smith) (ولد في 8 يوليو 1998؛ في ماليبو (كاليفورنيا)، الولايات المتحدة الأمريكية)، هو ممثل أمريكي، وفنان موسيقى الراب، وراقص، وابن الممثل ويل سميث، والممثلة جادا بينكيت سميث. كان له دور في عام 2006 في فيلم السعي للسعادة، وتألق أيضاً في فيلم اليوم الذي تبقى فيه الأرض صامدة (2008)، وأيضاً مثل في فيلم فتى الكراتيه (2010). وفي عام 2013، قام سميث بدور كيتاي رايغ في فيلم الخيال العلمي بعد الأرض بجانب والده.

## مسيرته المهنية
أدي سميث دور رئيسي في فيلم السعي للسعادة في عام 2006 مع والده ويل سميث الذي مثل شخصية كريس غاردنر. وفاز علي دوره بجائزة أفضل نجم صاعد من جوائز إم تي في للأفلام في 2007. وفي حفل توزيع جوائز الأوسكار التاسع والسبعين، قدم سميث الجوائز لأفضل فيلم رسوم متحركة قصير، وأفضل فيلم حي قصير، وكان ذلك جنبا إلي جنب مع المرشحة أبيجيل برسلين. قام سميث بالتمثيل مع كيانو ريفز في فيلم الخيال العلمي المقتبس من الفيلم الكلاسيكي لعام 1951، والذي يحمل نفس الاسم، اليوم الذي تبقى فيه الأرض صامدة (2008)، وبدور «يعقوب بنسون جونيور».
في عام 2010، تألق سميث في فيلم فتى الكاراتيه، وهو رؤية جديدة لفيلم 1984. وقام سميث بالغناء جنبا إلي جنب مع المغني الكندي جاستن بيبر في أغنية «نيفر ساي نيفر».

## حياته
ولد سميث في ماليبو (كاليفورنيا). وهو أخ لتري سميث، وويلو سميث. قام سميث بتعلم الدراسة في منزله. سميث من أصول أمريكية أفريقية، وكاريبية، وكريول، ومن أصول يهود سفارديون.
دخل جيدن سميث، جنبا إلي جنب مع أخته ويلو سميث، في مشروع زامبي. هذا المشروع بالاشتراك مع شركة هاسبرو، ويساعد الأطفال الذين أُصيبوا بالإيدز في أفريقيا.
يجيد سميث ممارسة التايكوندو.

## حياته الشخصية

### إعلانه عن مثليته
أعلن جيدن سميث في حفل أُقيم بكاليفورنيا عن مثليته الجنسية، وعلاقته بالرابر تايلور، ذا كرياتور، حيث خاطب الجمهور في جملة:
وقد انصدم الجمهور كله ومعجبيه كثيرا، فبدا علي تايلور علامات الارتباك والخجل، ولم يستطع قول شيء، وبعدها صرح جيدن سميث في مواقع التواصل الاجتماعي قائلا:
ليقوم تايلور بالتعليق له:

## فيلموغرافيا

### الأفلام
1. السعي للسعادة بدور كريستوفر غاردنر الابن، (2006).
2. اليوم الذي تبقى فيه الأرض صامدة بدور يعقوب بنسون الابن، (2007).
3. فتى الكراتيه بدور دري باركر، (2010).
4. بعد الأرض بدور «كيتاي رايغ»، (2013).

### المسلسلات
1. لنا جميعا بدور ريغي، (2003-2004).
2. ذا سويت لايف أوف زاك أند كودي بدور ترافيس، (2008).

### فيديو كليب
1. أغنية «الخارقة» للمغنية أليشيا كيز، (2008).
2. أغنية «نيفر ساي نيفر» بجانب المغني جاستن بيبر، (2010).

## الجوائز والترشيحات
1. جائزة طائر الفينيق من جمعية النقاد السينمائيين، (2006).
2. جائزة بلاك ريل لأفضل نجم صاعد، (2007).
3. جائزة جمعية نقاد البث السينمائي لأفضل ممثل شاب، (2007).
4. جائزة اختيار المراهقين، (2007).
5. جائزة إم تي في للأفلام لأفضل نجم صاعد، (2007).
6. جائزة زحل لأفضل أداء من قبل ممثل صغير، (2009).
7. «جائزة شو ويست» [11] (2010)

## وصلات خارجية
- جيدن سميث على موقع IMDb (الإنجليزية)
- جيدن سميث على موقع ميتاكريتيك (الإنجليزية)
- جيدن سميث على موقع روتن توميتوز (الإنجليزية)
- جيدن سميث على موقع ألو سيني (الفرنسية)
- جيدن سميث على موقع ميوزك برينز (الإنجليزية)
- جيدن سميث على موقع ميوزك برينز (الإنجليزية)
- جيدن سميث على موقع أول موفي (الإنجليزية)
- جيدن سميث على موقع بوكس أوفيس موجو (الإنجليزية)
- جيدن سميث على موقع قاعدة بيانات الأفلام السويدية (السويدية)
- جيدن سميث على موقع إن إن دي بي (الإنجليزية)